# Dendrobium gracilentum
Dendrobium gracilentum är en orkidéart som beskrevs av Rudolf Schlechter. Dendrobium gracilentum ingår i släktet Dendrobium, och familjen orkidéer. Inga underarter finns listade i Catalogue of Life.